# Paratrixa polonica
Paratrixa polonica är en tvåvingeart som beskrevs av Brauer och Julius Edler von Bergenstamm 1891. Paratrixa polonica ingår i släktet Paratrixa och familjen parasitflugor. Inga underarter finns listade i Catalogue of Life.